# Josef Bellinger
Josef Bellinger (* 7. März 1805 in Thalheim (Dornburg) im Landkreis Limburg-Weilburg; † 11. April 1889 ebenda) war ein deutscher Bürgermeister und Mitglied der Landstände des Herzogtums Nassau.

## Leben
Josef Bellinger wurde als Sohn des Schultheißen Johann Ignatz Bellinger (* 1777) und dessen Ehefrau Anna Maria Hoffmann (1773–1842) geboren. 
Er betrieb in seinem Heimatort die elterliche Landwirtschaft und wurde dort Schultheiß (heute Bürgermeister).
1848 erhielt er aus dem Wahlkreis V Hadamar/Wallmerod ein Mandat für den Nassauischen Landtag.
Bereits nach kurzer Zeit im Parlament legte er das Mandat nieder. Sein Nachfolger wurde Johann Georg Rau. 